# 叉燒
叉燒（英語：char siu）源於南京地區，盛行於今日華南地區的廣東及香港，是一種常見於當代粵菜的肉類食材。傳統的叉燒是用豬肉以叉子放在爐火上烤製而成。近年亦流行用家庭小烤箱或者來烤製叉燒。效果與傳統製法相當。

## 作法
製作叉燒時，豬肉表面會塗上紅色的叉燒醬，所以烤好的叉燒帶磚紅色。叉燒醬的主要材料包括生抽、蒜蓉、麥芽糖、南乳、五香粉和米酒等。質素上佳的叉燒肉質軟嫩多汁、色澤鮮明、香味四溢。師傅通常選用梅頭（豬肩）肉製作叉燒，以肥、瘦肉比例均衡為上佳，稱之為「半肥瘦」。
叉燒不但可作為一道主菜，亦可配上白飯作為叉燒飯。另外，粵式酒家點心叉燒包、叉燒酥和叉燒腸粉都以叉燒作為餡料；揚州炒飯和星洲炒米粉均有加入叉燒。

### 叉燒食譜
1公斤的中咀或脢頭肉，去皮切成三或四條，放四湯匙咸醤油、三湯匙糖、一湯匙花雕酒和些許黑醤油醃幾個小時或一個晚上，拿岀來放進飯鍋中像煲飯一樣，等它跳了焗五分鐘，看看水份是否收乾。如果還有水份再按一次，並且翻拌一下，再等五分鐘，如果開蓋後水分也已收乾就可以了。

## 演變
不少叉燒所選用的豬，種類由中國豬變成來自西班牙的黑毛豬，口感比傳統的鬆軟，而價格亦相對地提高到約港幣300元一份（2018年）。
亦有廚師會用玫瑰露淋於叉燒上面，放上餐桌前再用火焰燒多一次，令叉燒散發酒香。

## 文化
- 粤语地区的父母经常以“生嚿叉烧好过生你[注 1]”来责骂子女。[8]
- 1993年電影《八仙飯店之人肉叉燒包》
- 1996年周星馳的電影《食神》中，為主角在食神最終大賽所製作之後備出賽菜餚黯然銷魂飯。

## 引用
在2016年3月所修訂的《牛津英語字典》，叉燒與大排檔、奶茶、燒味、飲茶、援交、夾心階層、紅包、傳統市場、繳費處、休憩處、街坊等十二個詞彙共同被選入其中。

## 參見

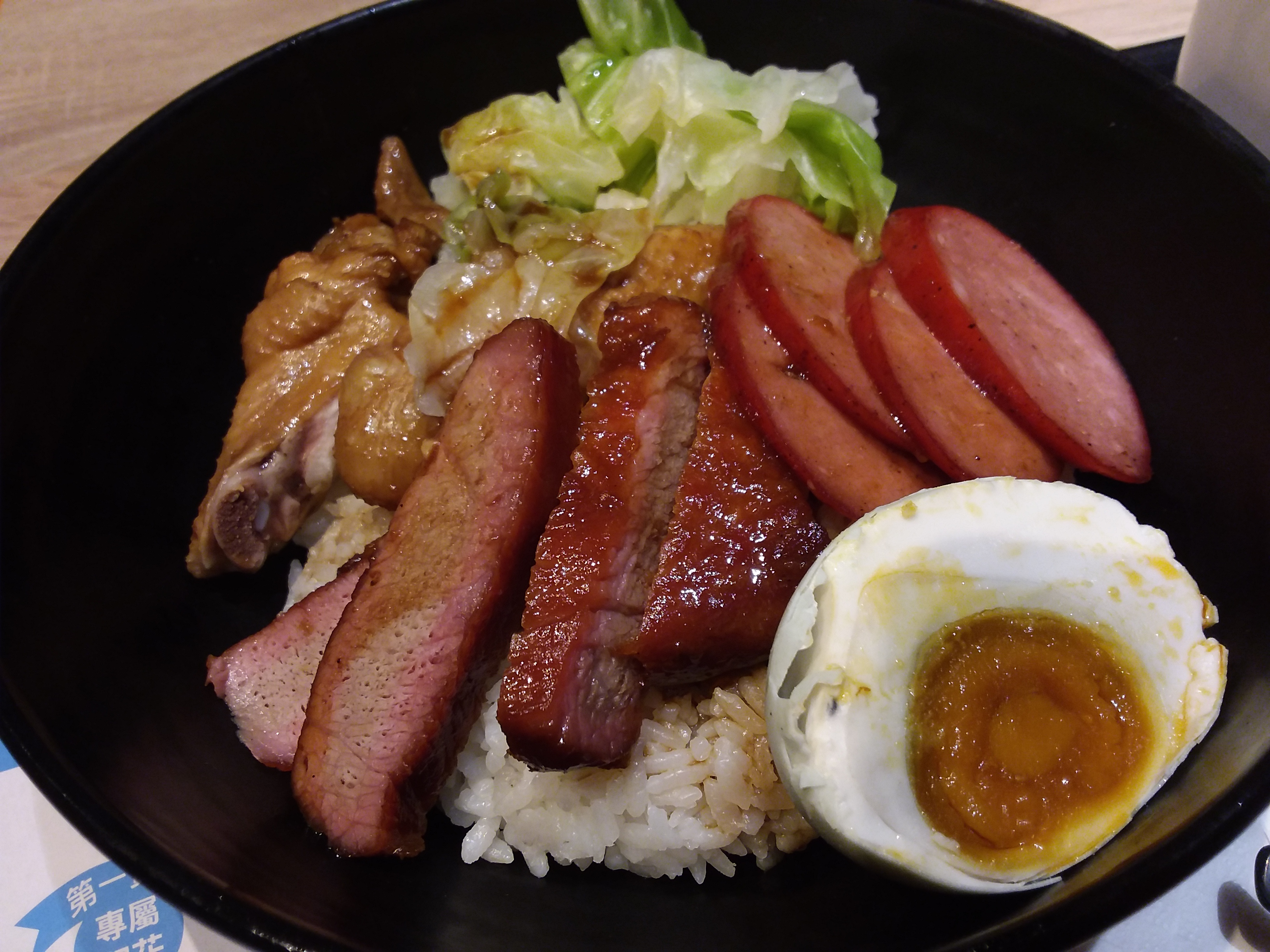
四寶飯

## 各地的叉燒
- 香港旺角的叉燒飯
- 一碗添加叉燒肉的日式中華涼麵，7-11便利商店
- 泰國清邁的一碗叉燒麵